# Robert Terentiew
Robert Stanisław Terentiew (ur. 5 października 1942 w Warszawie) – polski dziennikarz, scenarzysta i reżyser telewizyjny, polityk, działacz związkowy i opozycyjny w PRL.

## Życiorys
Syn Jerzego i Elżbiety, potomek rosyjskich białych emigrantów. W latach 1944–1945 przebywał razem z matką w obozach w Pruszkowie i KL Ravensbrück, do Polski wrócił w 1947. W marcu 1968 uczestniczył w wiecach studenckich m.in. na Politechnice Warszawskiej, został zatrzymany przez Milicję Obywatelską. W 1968 ukończył studia polonistyczne na Uniwersytecie Warszawskim. W latach 1968–1970 działał w opozycyjnej organizacji Ruch. Przez rok pracował w lokalnej gazecie w Koszalinie. Od 1970 do 1981 sekretarz redakcji miesięcznika „Łowiec Polski”, w 1971 wstąpił do Polskiego Związku Łowieckiego i Stowarzyszenia Dziennikarzy Polskich. Od 1978 do 1981 aktywny  tłumacz, redaktor i składacz w Niezależnej Oficynie Wydawniczej NOWa. Począwszy od 1977 współpracował z Komitetem Samoobrony Społecznej „KOR” m.in. przy organizowaniu oddolnego ruchu chłopskiego.
We wrześniu 1980 wstąpił do NSZZ „Solidarność”, został przewodniczącym Komitetu Zakładowego w PZŁ i dwukrotnie delegatem na Wojewódzki Zjazd Delegatów Regionu Mazowsze. Był redaktorem naczelnym biuletynu przeznaczonego dla zagranicznych dziennikarzy „Nowa Press Service”, a także autorem czasopisma regionalnego związku „Niezależność”. W okresie od 13 grudnia 1981 do połowy stycznia 1982 internowany w ośrodku odosobnienia w Warszawie-Białołęce. Po wyjściu na wolność współpracował z pismami podziemnymi, m.in. „Spectatorem” (którego był współzałożycielem) i „Kartą”. W latach 1983–1988 przebywał na emigracji w Stanach Zjednoczonych, gdzie został zastępcą redaktora naczelnego „Nowego Dziennika”. Po powrocie do Polski uczestniczył m.in. w strajku w Hucie im. W. Lenina w maju 1988. Wielokrotnie obejmowany postępowaniami, obserwacjami i rewizjami przez służby PRL.
W 1990 był redaktorem „Res Publiki”, następnie zastępcą redaktora naczelnego „Tygodnika Solidarność”, gdzie przez wiele lat był felietonistą. W 1992 został szefem Telewizyjnej Agencji Informacyjnej, jednak zwolniono go w związku z transmisją obrad sejmu z 4 czerwca 1992. W wyborach parlamentarnych w 1993 otwierał zamojską listę okręgową Porozumienia Centrum. W latach 1994–2000 dyrektor programowy TVP Polonia, później został niezależnym scenarzystą i reżyserem programów i dokumentów emitowanych na antenie TVP (m.in. „Powrotu Bohuna” czy „Bazy”). W 2003 przystąpił do Stowarzyszenia Wolnego Słowa.
Wszedł w skład komitetu wspierającego kandydaturę Karola Nawrockiego na prezydenta RP w wyborach w 2025.

## Życie prywatne
Był pierwszym mężem Niny Terentiew, którą poślubił w latach 60. Ma z nią syna Huberta.

## Odznaczenia
W 2005 odznaczony Odznaką „Zasłużony Działacz Kultury”.